# Mesolecanium rhizophorae
Mesolecanium rhizophorae är en insektsart som först beskrevs av Cockerell 1898.  Mesolecanium rhizophorae ingår i släktet Mesolecanium och familjen skålsköldlöss. Inga underarter finns listade i Catalogue of Life.